# Fool's Garden
I Fools Garden (originariamente Fool's Garden) sono un gruppo pop rock tedesco formatosi nel 1991 a Pforzheim.

## Storia
Il gruppo è composto dal cantante Peter Freudenthaler, dal chitarrista Volker Hinkel, dal bassista Thomas Mangold, dal tastierista Roland Röhl e dal batterista Ralf Wochele. Debuttarono nel 1991 con il disco promozionale eponimo Fool's Garden, seguito nel 1993 dall'album Once In A Blue Moon mentre due anni dopo i Fool's Garden pubblicarono il loro lavoro più famoso, Dish of the Day, che ebbe un ottimo successo in Europa e in Asia grazie al singolo Lemon Tree. Go And Ask Peggy For The Principal Thing uscì nel 1997, seguito da tre album nel 2000, 2003 e nel 2005.
Nel 2003, tre membri lasciano il gruppo e vengono sostituiti da Dirk Blümlein (bassista), Claus Müller (batterista) e Gabriel Holz (secondo chitarrista, che nel 2007 lascerà la band)  e il nome del gruppo cambia in Fools Garden, senza più l'apostrofo.
Il gruppo si caratterizza per le tipiche sonorità di stampo britannico, pur essendo loro tedeschi, in particolare basato sulle sonorità in stile Beatles specialmente per la vocalità del cantante chiaramente ispirata a Paul McCartney.
Nell'ottobre del 2009 il gruppo ha pubblicato una raccolta di hit. L'album, High Times, contiene quindici canzoni compreso un pezzo inedito, High Times, nonché alcuni dei loro successi registrati nuovamente con la nuova formazione (Lemon Tree, Wild Days, Suzy).
Il loro album Rise and fall, è stato pubblicato nel 2018, mentre Captain... Coast Is Clear è stato pubblicato nel 2021.

## Discografia

### Album
- 1991 – Fool's Garden
- 1993 – Once in a Blue Moon
- 1995 – Dish of the Day
- 1997 – Go and Ask Peggy for the Principal Thing
- 2000 – For Sale
- 2003 – 25 Miles to Kissimmee
- 2005 – Ready for the Real Life
- 2012 – Who Is Jo King?
- 2015 – Flashback
- 2018 – Rise and Fall
- 2021 – Captain... Coast Is Clear

### Compilation
- 2009 – High Time - The Best Of

### Singoli
- 1991 – Tell Me Who I Am / Careless Games
- 1992 – Spirit '91 / Once in a Blue Moon
- 1994 – Wild Days (prima edizione)
- 1995 – Lemon Tree
- 1996 – Wild Days (seconda edizione)
- 1996 – Pieces
- 1997 – Why Did She Go?
- 1997 – Probably
- 1998 – Rainy Day
- 2000 – Suzy
- 2000 – It Can Happen
- 2000 – Happy
- 2001 – In the Name
- 2001 – Dreaming
- 2003 – Closer
- 2004 – Dreaming (singolo)|Dreaming
- 2005 – Man of Devotion
- 2005 – Does Anybody Know? / Welcome Sun
- 2005 – Cold (Italian promo)
- 2006 – I Got a Ticket
- 2008 – Home (EP)
- 2009 – High Time
- 2010 – Everywhere the Light Shines
- 2012 – Innocence
- 2013 – Maybe
- 2016 – New World
- 2017 – I Burn
- 2020 – Outta Love